# Nicola Salzillo
Nicola Salzillo (Santa Maria Capua Vetere, 13 luglio 1672 – Murcia, 8 aprile 1727) è stato uno scultore italiano.
Fu il padre dello scultore spagnolo Francisco Salzillo.

## Biografia
Nato a Santa Maria Maggiore all'epoca in Terra di Lavoro, era figlio di Francesco Antonio e di Maria Gallina.
A diciassette anni entrò come apprendista nella bottega di Aniello Perrone, allora noto scultore napoletano. 
Nel 1699 si trasferì in Spagna, a Murcia, ove lavorava un solo, rinomato, scultore, Nicolás de Bussy. Nello stesso anno sposò Isabel Alcaráz ed avviò nel centro della città una fiorente bottega nella quale si formò poi il figlio Francesco.
La sua prima opera spagnola fu El paso de la Cena per la Confraternita di Nostro Signore Gesù Nazareno di Murcia (1700), acquistata successivamente da una confraternita di Lorca, Paso Morado.
Le sue sculture furono inizialmente di media qualità, però successivamente, sotto l'influenza di Nicolás de Bussy e Antonio Dupar, andrà perfezionandosi, aggiungendo questa esperienza al bagaglio artistico portato da Napoli. Ebbe tre apprendisti noti e fu fedele della parrocchia di Santa Caterina di Murcia. 
Documento fondamentale per lo studio della sua biografia fu il testamento che redasse, gravemente ammalato,  nel 1708 e l'inventario dei suoi beni redatto dopo la sua morte avvenuta l'8 aprile del 1727, all'età di 55 anni.
Gran parte tuttavia delle sue opere sono di semplice attribuzione.

## Opere

### Documentate
- Ultima Cena, gruppo scultoreo con Gesù Cristo e i dodici apostoli nella chiesa di Nostra Signora del Carmine a Lorca, documentata nel 1700.
- San Filippo, nella Fondazione Espí di Lorca, documentato nel 1700.
- San Michele, nella chiesa di San Michele a Murcia, documentato nel 1708.
- "Santi di Cartagena e Immacolata", a Cartagena, andati distrutti, documentato nel 1709.
- Santa Isabella d Ungheria, della chiesa del Salvatore del convento di Verónicas di Murcia, documentato nel 1710.
- San Pio V, nella chiesa di San Domenico a Murcia, documentato nel 1713.
- San Giuda Taddeo, nella chiesa di San Michele a Murcia, documentato nel 1715.
- Decorazioni nella Collegiata di San Patrizio di Lorca, documentate nel 1716.
- Santa Caterina, nella chiesa di Santa Caterina a Murcia, documentata nel 1721.

### Attribuite
- San Giuseppe e il Bambino, chiesa di San Michele a Murcia,
- San Giovanni della Croce, nella chiesa di San Lorenzo a Murcia.
- San Raimondo Nonnato, chiesa conventuale della Mercede a Murcia.
- Cristo della Colonna, nella chiesa parrocchiale della Purissima Concezione a Caravaca de la Cruz.
- San Giuseppe con il Bambino, nella chiesa parrocchiale della Purissima Concezione a Caravaca de la Cruz
- Cristo della Pazienza, chiesa di Santa Caterina a Murcia.
- Anima addormentata, nel Convento di Sant'Anna a Murcia.
- San Sebastiano, nella chiesa di San Bartolomeo a Murcia.
- Inmacolata, nella chiesa del Salvatore a Caravaca de la Cruz.
- Gesù Nazareno, nella chiesa della Mercede di Murcia.
- Sant'Agostino, chiesa di Sant'Andrea a Murcia.
- San Giuseppe, Museo de Santa Clara a Murcia.
- Santa Caterina di Bologna, Museo de Santa Clara a Murcia.
- San Pasquale Baylon, Chiesa di S. Maria delle Grazie a Santa Maria Capua Vetere.
- San Pietro di Alcántara, Chiesa di S. Maria delle Grazie a Santa Maria Capua Vetere.
- San Francesco di Assisi, Chiesa di S. Maria delle Grazie a Santa Maria Capua Vetere.
- Cristo del Sostegno, chiesa di San Nicola a Murcia (insieme al figlio Francesco).
- San Francesco, Convento di Verónicas a Murcia (insieme al figlio Francesco).